# Julián Santisteban Morillo
Julián de Santisteban Fernández-Ladero Aguayo y Morillo (Villanueva de la Serena, 17 de febrero de 1803 - ?) fue un magistrado y político español.

## Biografía
Hijo del antequerano Francisco Javier Santisteban y Aguayo, caballero de Alcántara y brigadier, y de la caputbovense María Nicolasa Fernández-Ladero. Estuvo casado con María Teresa de Zúñiga y Ramírez de Arellano, natural de Alba de Tormes.
Estudió leyes en la Universidad de Alcalá. En 1845 recibió el título de caballero de la orden de Alcántara. En noviembre de 1852 fue nombrado decano del Tribunal especial de Órdenes militares, del que antes era ministro. Fue senador vitalicio entre 1865 y 1868, se entiende toda vez triunfa la Gloriosa. En 1870 abandona su carrera como magistrado tras jubilarse de su puesto de ministro del tribunal Supremo. En 1876 presentó su dimisión como decano del Tribunal de Órdenes.